# Phan Thị Mỹ Linh
Phan Thị Mỹ Linh (sinh 1959), Quê quán: Đồng Phú, Đồng Hới, Quảng Bình là chính khách Việt Nam, Thạc sĩ Quy hoạch đô thị - Kiến trúc sư, tốt nghiệp trường Đại học Xây dựng. Bà nguyên là Thứ trưởng Bộ Xây dựng

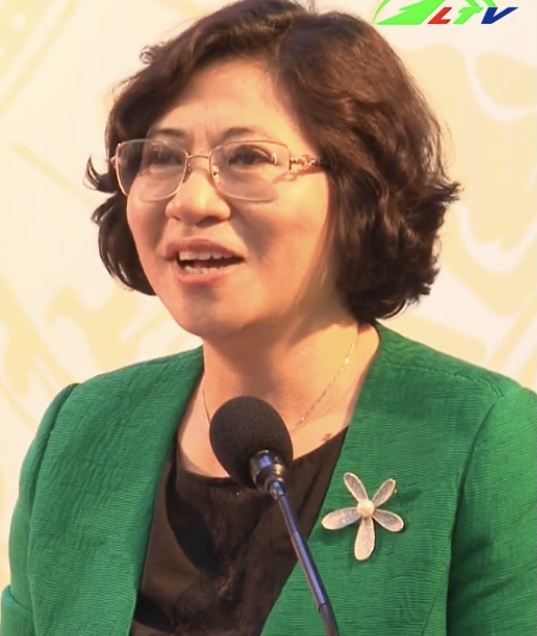

## Thân thế và sự nghiệp
Bà sinh ngày 04 tháng 4 năm 1959 tại Hưng Yên trong gia đình cách mạng. Cha bà là chính khách Phan Ngọc Tường, Bộ trưởng Bộ Xây dựng và Bộ trưởng Bộ Nội vụ thập niên 80 - 90.
6/1982 – 8/1983: Kiến trúc sư, Xí nghiệp thiết kế, Công ty Xây dựng số 1, Bộ Xây dựng (nay là Tổng Công ty Xây dựng Hà Nội).
9/1983 – 5/1986: Kiến trúc sư, Phòng kỹ thuật, Tổng Công ty Xây dựng Hà Nội.
6/1986 – 02/1992: Kiến trúc sư, Trung tâm Kinh tế kỹ thuật, Tổng Công ty Xây dựng Hà Nội. Vào Đảng ngày 21 tháng 5 năm 1988
3/1992 – 8/1992: Kiến trúc sư, Công ty Tư vấn thiết kế xây dựng (CDC), Bộ Xây dựng. 
9/1992 – 10/1994: Cán bộ được cử đi học sau đại học tại trường Đại học Tổng hợp Karlsruhe, Cộng hòa Liên bang Đức.
11/1994 – 02/1996: Trưởng phòng Tư vấn đầu tư và dự án, Công ty Tư vấn thiết kế xây dựng, Bộ Xây dựng. 
02/1996 – 7/1999: Phó Giám đốc Công ty Tư vấn thiết kế xây dựng, Bộ Xây dựng. 
8/1999 – 02/2006: Giám đốc Công ty Tư vấn thiết kế xây dựng, Bộ Xây dựng. 
3/2006 – 01/2011: Vụ trưởng Vụ Kiến trúc Quy hoạch Xây dựng, Bộ Xây dựng. 
2/2011 – 7/2012: Cục trưởng Cục Phát triển đô thị, Bộ Xây dựng. 
Từ tháng 7/2012 đến 05/2019: Thứ trưởng Bộ Xây dựng.
Tại Quyết định 402/QĐ-TTg ban hành ngày 11/4/2019, Thủ tướng Chính phủ quyết định bà Phan Thị Mỹ Linh, Thứ trưởng Bộ Xây dựng, nghỉ hưu từ ngày 1/5/2019.

## Khen thưởng
- Huân chương Lao động hạng nhất (2021).[6]